# Neopomacentrus sindensis
Neopomacentrus sindensis là một loài cá biển thuộc chi Neopomacentrus trong họ Cá thia. Loài này được mô tả lần đầu tiên vào năm 1873.

## Từ nguyên
Từ định danh được đặt theo tên gọi của tỉnh Sindh (Pakistan), nơi mà mẫu định danh được thu thập ngoài khơi thành phố Karachi (–ensis: hậu tố biểu thị nơi chốn).

## Phạm vi phân bố và môi trường sống
N. sindensis có phạm vi phân bố ở Tây Bắc Ấn Độ Dương, được tìm thấy tại vịnh Ba Tư và biển Ả Rập. Loài cá này sinh sống tập trung gần các rạn san hô ven bờ và mỏm đá ngầm ở độ sâu đến 10 m.

## Mô tả
Chiều dài tối đa được ghi nhận ở N. sindensis là 10 cm. N. sindensis có màu xanh xám hoặc nâu xám, trắng hơn ở thân dưới và bụng. Màu vàng bao phủ toàn phần cuống và vây đuôi, cũng như một phần phía sau của vây lưng. Có đốm đen bao quanh gốc vây ngực. Thùy đuôi, vây lưng và vây hậu môn có các sợi vây tia vươn dài. Vây lưng, vây bụng và vây hậu môn có viền màu xanh lam ánh kim.
Số gai ở vây lưng: 13; Số tia vây ở vây lưng: 11–12; Số gai ở vây hậu môn: 2; Số tia vây ở vây hậu môn: 11–12; Số gai ở vây bụng: 1; Số tia vây ở vây bụng: 5.

## Sinh thái học
Thức ăn của N. sindensis là các loài động vật phù du. Cá đực có tập tính bảo vệ và chăm sóc trứng.